# 乃木坂46 柴田柚菜のDreaming time
『乃木坂46 柴田柚菜のDreaming time』（のぎざかフォーティーシックス しばたゆなのドリーミングタイム）は、BAYFMにて2022年4月5日より放送しているラジオ番組である。柴田柚菜の初冠番組。

## 概要
Twitterのハッシュタグは「#ゆなtime」。

## コーナー
- ふつおた
- メール紹介（週によってテーマが変わる）
- 曲紹介 （柴田本人が、紹介したい曲を流す）
- ゆなのTDRnow（ディズニー好きの柴田がディズニーに関する様々なことを紹介するコーナー）
- 柴田が気になったことをリスナーに問いかけるコーナー（コーナー名無し）

## ゲスト
- 2022年7月5日：山崎怜奈（当時 乃木坂46）
- 2023年8月8日：菅原咲月（乃木坂46）